# Feminismo de la diferencia
El feminismo de la diferencia es una corriente del feminismo que ha adquirido diversos significados a lo largo del desarrollo teórico de esta disciplina. En un primer lugar, el feminismo de la diferencia hacía referencia a un debate dado sobre todo en el ámbito político-legislativo, donde se discutía con el feminismo de la igualdad. El feminismo de la diferencia planteaba que las mujeres no podían ser representadas como iguales dentro de un sistema moderno cuyas raíces son androcéntricas. Posteriormente, académicas como Joan Scott criticaron esta manera dicotómica de analizar las corrientes feministas, puesto que en la práctica es difícil ubicar realmente a qué corriente pertenece cada autora. 
Posteriormente, a mediados del siglo XX se resignificó el feminismo de la diferencia como una corriente teórica que se ocupa de estudiar la construcción del sexo-género, el deseo y la sexualidad dentro del paradigma de la diferencia sexual. Dicha corriente se consolidó para finales del siglo XX, conformándose por diversas autoras que escribieron desde países como Italia, Francia, España y Estados Unidos.
El planteamiento central del feminismo de la diferencia consiste en comprender que el cuerpo es un embodiment tanto del imaginario cultural como del imaginario simbólico. Esto implica que los cuerpos se constituyen tanto por experiencias socialmente construidas como por experiencias que se internalizan en la psique. En este sentido, el feminismo de la diferencia rompe con paradigmas dualistas que suponen al cuerpo en oposición a la mente y a la biología en oposición a la cultura, ya que comprende la construcción del cuerpo como un proceso material complejo que se coproduce a la par de la psique y la normatividad simbólica.
Actualmente la corriente del feminismo de la diferencia se divide en dos grandes paradigmas, el esencialista y el constructivista. Mientras que la primera corriente considera que existen experiencias esenciales que constituyen a los cuerpos, la segunda corriente comprende a los cuerpos como la expresión de posibilidades inacabadas construidas por el lenguaje.

## Países con representación teórica

### Italia
En Italia, el feminismo de la diferencia nace en 1965 de la mano de los escritos del grupo DEMAU. El primer documento lleva fecha del 1 de diciembre de 1966 y se titula Manifiesto programático del grupo DEMAU, abreviatura de "desmitificación del autoritarismo patriarcal". En 1970 la feminista italiana Carla Lonzi junto a Carla Accardi y Elvira Banotti crean Rivolta Femminile iniciado con otro manifiesto.Lonzi, teórica de la autoconciencia, critica en su libro "Escupamos sobre Hegel" la visión del sometimiento femenino en cuanto a que puede compararse con la visión del sometimiento amo-esclavo, ya que en el plano hombre-mujer no existe una solución que elimine al otro o la categoría de hombre o de mujer.

### Francia
Autoras como Hèléne Cixous, Julia Kristeva o Luce Irigaray rechazan la reivindicación que años antes planteaba Beauvoir de la igualdad entre hombres y mujeres. La consecución de tal reivindicación llevaría a que las mujeres terminaran pareciéndose a los hombres. Las mujeres tienen derecho a su especificidad, su "diferencia" y deben conservarla.
Luce Irigaray critica en su libro "Yo, tú, nosotras” el término "igualdad" por considerarlo inapropiado, ya que, según dice, la palabra igualdad implica comparación. Critica la liberación de las mujeres a partir de la neutralización del sexo, porque equivaldría a eliminar las diferencias sexuales y dice que lo que hay que conseguir es una cultura que respete ambos sexos.
El grupo "Psychanalyse et Politique" surgió en los setenta y es un referente ineludible del feminismo francés.

### España
La filósofa y feminista española Victoria Sendón de León sigue con la crítica a la palabra "igualdad" y afirma que lo contrario a igualdad no es diferencia, sino desigualdad. Que los hombres han usado esa diferencia para justificar la desigualdad, pero que diferencia no implica desigualdad.

### Estados Unidos
En Estados Unidos es donde se ha desarrollado en su mayoría la corriente del feminismo de la diferencia constructivista. Algunas representantes son Judith Butler, Joan Wallach Scott y Gayle Rubin.